# Bandiera della Polonia
La bandiera della Polonia è in uso dall'inizio del XX secolo ed è composta da due strisce orizzontali di pari dimensioni: quella superiore bianca e quella inferiore rossa. Nell'insegna civile e in quella di stato è presente lo stemma nazionale al centro della banda bianca. L'insegna di guerra è come queste ultime ma con l'aggiunta di una coda di rondine che porta ad una proporzione di 10:21.
Il 7 febbraio 1831 durante la Rivolta di Novembre, la Camera dei deputati della Polonia decise che i colori nazionali della Polonia sarebbero stati quelli dello stemma dell'Unione polacco-lituana, ossia il bianco e il rosso.
Il 1º agosto 1919, la Camera dei deputati della Polonia nuovamente indipendente creò la bandiera polacca nella sua attuale forma.
In Polonia il giorno della bandiera viene celebrato il 2 maggio sin dal 2004. Non si tratta comunque di una festività pubblica.

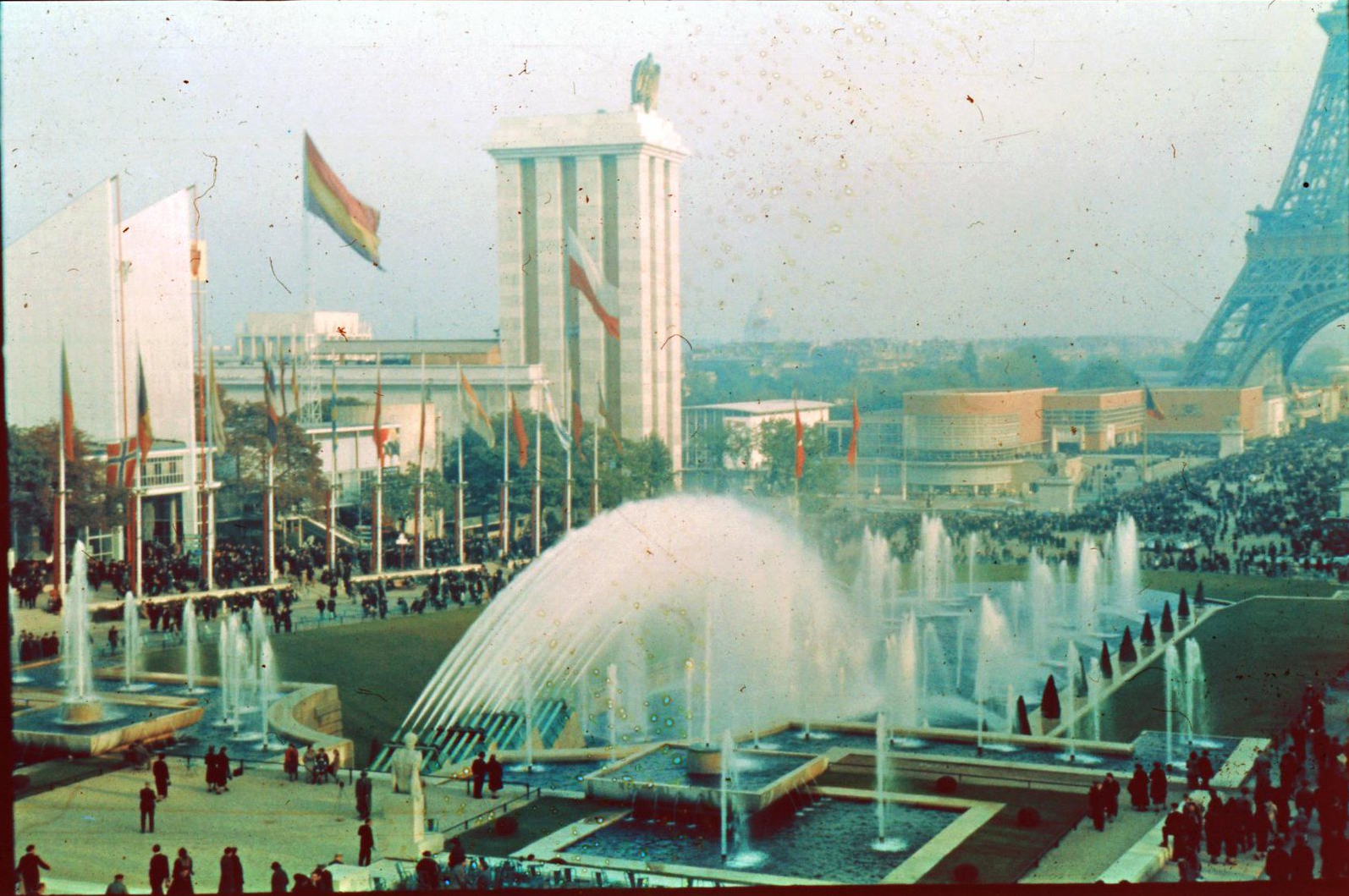
Bandiera della Polonia. L'Esposizione Universale di Parigi del 1937.

## Dimensioni e proporzioni
La bandiera civile ha proporzioni di 5:8 e le due bande orizzontali sono identiche tra loro, quindi occupano metà bandiera ciascuna:
Nella bandiera di stato la costruzione delle bande è identica ma vengono aggiunte le proporzioni e le distanze dello stemma al centro della banda bianca:

## Bandiere storiche

Stendardo medioevale del Regno di Polonia (1025-1569)
Vessillo della Confederazione polacco-lituana (1569-1795)
Bandiera del Ducato di Varsavia (1807-1815)
Bandiera dello Zar russo come Re di Polonia (1815-1832)
Bandiera navale del Regno del Congresso (1815-1915)
Bandiera del Regno di Polonia (1916-1918)
Bandiera della Seconda Repubblica di Polonia (1919–1928)
Bandiera di stato della Seconda Repubblica di Polonia (1919–1928)
Bandiera della Seconda Repubblica di Polonia (1928–1939) e poi della Repubblica Popolare di Polonia (1944-1980)
Bandiera di stato della Repubblica Popolare di Polonia (1955–1980)
Bandiera della Repubblica Popolare di Polonia (1980–1990)
Bandiera di stato della Repubblica Popolare di Polonia (1980–1990)